# Municipio de Alto (Illinois)
El municipio de Alto (en inglés: Alto Township) es un municipio ubicado en el condado de Lee en el estado estadounidense de Illinois. En el año 2010 tenía una población de 565 habitantes y una densidad poblacional de 6,24 personas por km².

## Geografía
El municipio de Alto se encuentra ubicado en las coordenadas 41°50′38″N 88°59′21″O / 41.84389, -88.98917. Según la Oficina del Censo de los Estados Unidos, el municipio tiene una superficie total de 90.5 km², de la cual 90,4 km² corresponden a tierra firme y (0,11 %) 0,1 km² es agua.

## Demografía
Según el censo de 2010, había 565 personas residiendo en el municipio de Alto. La densidad de población era de 6,24 hab./km². De los 565 habitantes, el municipio de Alto estaba compuesto por el 95,93 % blancos, el 0,71 % eran afroamericanos, el 0,35 % eran amerindios, el 2,48 % eran de otras razas y el 0,53 % eran de una mezcla de razas. Del total de la población el 4,42 % eran hispanos o latinos de cualquier raza.